# شريان بنكرياسي ظهراني
شريان بنكرياسي ظهراني هو فرع من شريان طحالي.